# Jaulzy
Jaulzy est une commune française située dans le département de l'Oise, en région Hauts-de-France.

## Géographie

### Localisation
Jaulzy est un village agricole et forestier desservi par la RN 31, qui relie Rouen à Reims, situé à 18 km à l'est de Compiègne et à la même distance à l'ouest de Soissons, à 80 km au nord-est de Paris et à 52 km au sud de Saint-Quentin.

### Communes limitrophes
Les communes limitrophes sont Attichy, Bitry, Couloisy, Courtieux, Croutoy et Hautefontaine.
| Couloisy | Attichy       | Bitry     |
|          | Jaulzy        | Courtieux |
| Croutoy  | Hautefontaine |           |

### Hydrographie
La commune est située dans le bassin Seine-Normandie. Elle est drainée par l'Aisne, le ru de Bitry et le fossé de Bourbout,,.
L'Aisne est une limite de la commune au nord. Il s'agit d'un  cours d'eau naturel navigable de 256 km de longueur, traversant les cinq départements Meuse, Marne, Ardennes, Aisne, Oise. Elle est un affluent en rive gauche de l'Oise, ce qui fait d'elle un sous-affluent de la Seine.

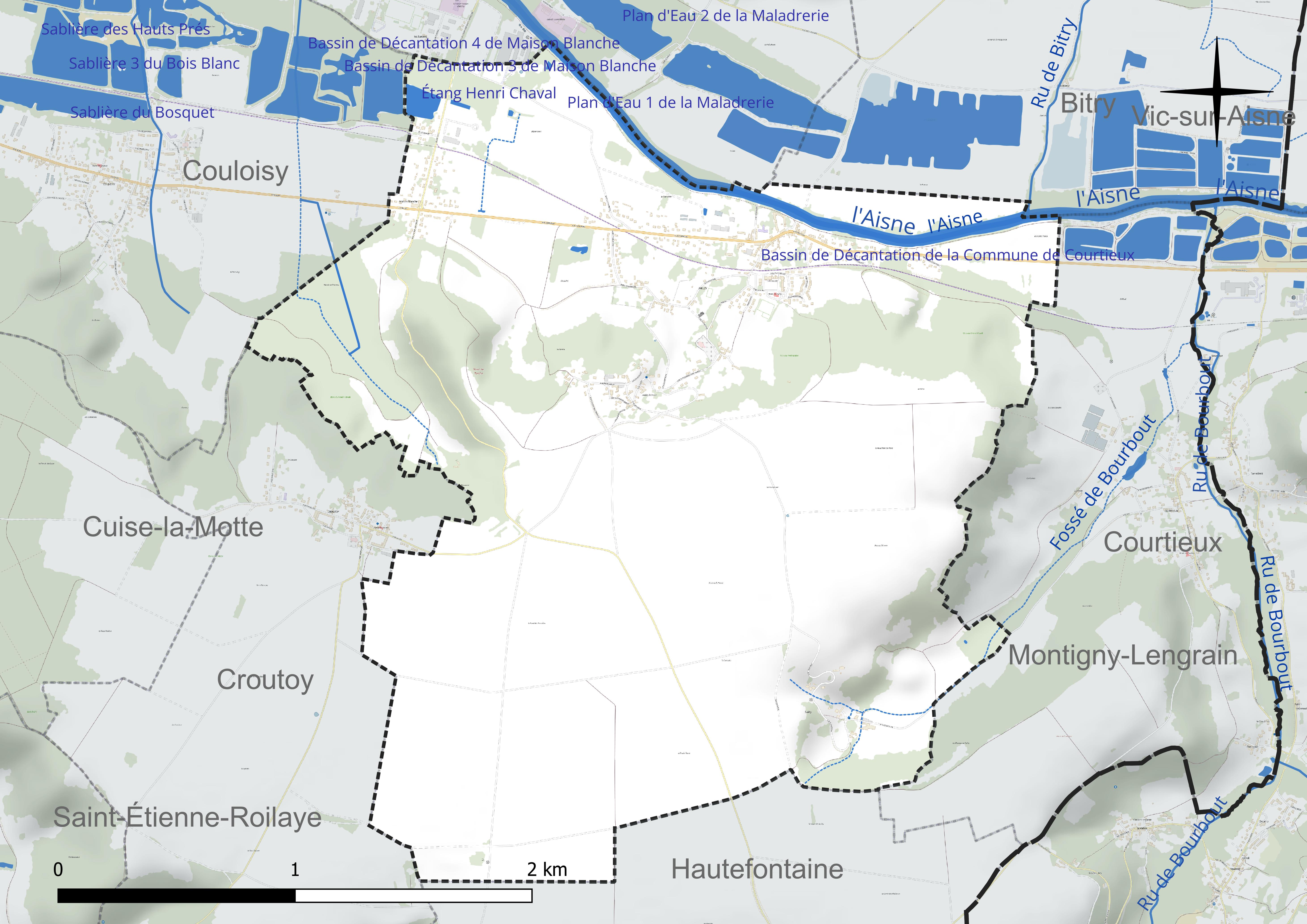
Réseau hydrographique de Jaulzy.

Un plan d'eau complète le réseau hydrographique : l'étang Henri Chaval, d'une superficie totale de 1,5 ha (1,5 ha sur la commune),.

### Climat
Pour des articles plus généraux, voir Climat des Hauts-de-France et Climat de l'Oise.
En 2010, le climat de la commune est de type climat océanique dégradé des plaines du Centre et du Nord, selon une étude du CNRS s'appuyant sur une série de données couvrant la période 1971-2000. En 2020, Météo-France publie une typologie des climats de la France métropolitaine dans laquelle la commune est exposée à un climat océanique altéré et est dans la région climatique Nord-est du bassin Parisien, caractérisée par un ensoleillement médiocre, une pluviométrie moyenne régulièrement répartie au cours de l'année et un hiver froid (3 °C).
Pour la période 1971-2000, la température annuelle moyenne est de 10,7 °C, avec une amplitude thermique annuelle de 15,2 °C. Le cumul annuel moyen de précipitations est de 755 mm, avec 11,8 jours de précipitations en janvier et 8,6 jours en juillet. Pour la période 1991-2020, la température moyenne annuelle observée sur la station météorologique la plus proche, située sur la commune de Margny-lès-Compiègne à 18 km à vol d'oiseau, est de 11,2 °C et le cumul annuel moyen de précipitations est de 633,5 mm,. Pour l'avenir, les paramètres climatiques de la commune estimés pour 2050 selon différents scénarios d'émission de gaz à effet de serre sont consultables sur un site dédié publié par Météo-France en novembre 2022.

## Urbanisme

### Typologie
Au 1er janvier 2024, Jaulzy est catégorisée commune rurale à habitat dispersé, selon la nouvelle grille communale de densité à sept niveaux définie par l'Insee en 2022.
Elle est située hors unité urbaine. Par ailleurs la commune fait partie de l'aire d'attraction de Compiègne, dont elle est une commune de la couronne,. Cette aire, qui regroupe 101 communes, est catégorisée dans les aires de 50 000 à moins de 200 000 habitants,.

### Occupation des sols

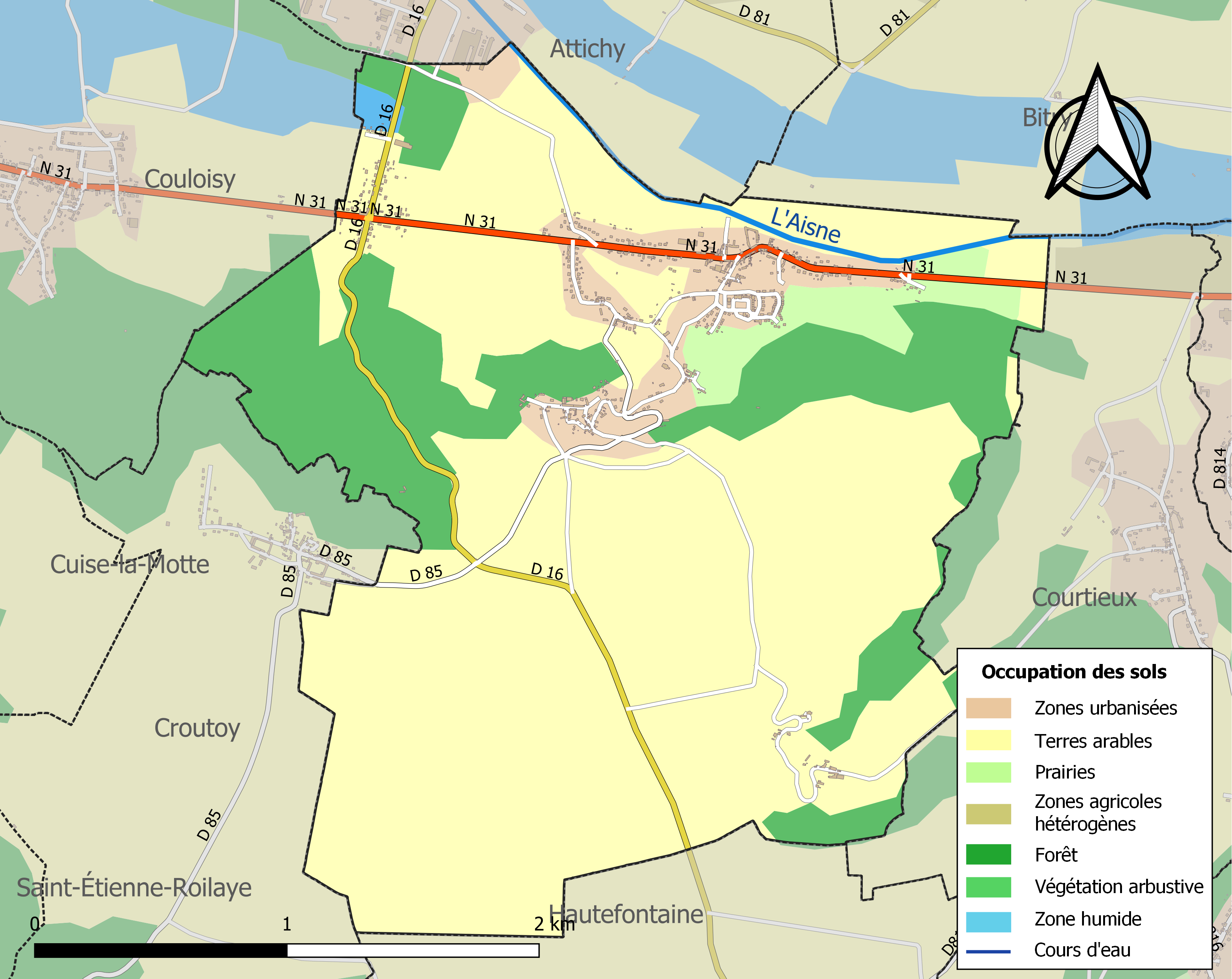
Carte des infrastructures et de l'occupation des sols de la commune en 2018 (CLC).

L'occupation des sols de la commune, telle qu'elle ressort de la base de données européenne d'occupation biophysique des sols Corine Land Cover (CLC), est marquée par l'importance des territoires agricoles (72,2 % en 2018), une proportion sensiblement équivalente à celle de 1990 (72,6 %). La répartition détaillée en 2018 est la suivante : 
terres arables (68,9 %), forêts (20,1 %), zones urbanisées (6,7 %), prairies (3,3 %), zones industrielles ou commerciales et réseaux de communication (0,6 %), eaux continentales (0,3 %). L'évolution de l'occupation des sols de la commune et de ses infrastructures peut être observée sur les différentes représentations cartographiques du territoire : la carte de Cassini (XVIIIe siècle), la carte d'état-major (1820-1866) et les cartes ou photos aériennes de l'IGN pour la période actuelle (1950 à aujourd'hui).

### Lieux-dits, hameaux et écarts
La commune comprend un hameau, Sailly, sur les pentes de la vallée de l'Aisne.

### Habitat et logement
En 2020, le nombre total de logements dans la commune était de 383, alors qu'il était de 376 en 2015 et de 362 en 2010.
Parmi ces logements, 90 % étaient des résidences principales, 3,9 % des résidences secondaires et 6 % des logements vacants. Ces logements étaient pour 88,4 % d'entre eux des maisons individuelles et pour 11,6 % des appartements.
Le tableau ci-dessous présente la typologie des logements à Jaulzy en 2020 en comparaison avec celle de l'Oise et de la France entière. Une caractéristique marquante du parc de logements est ainsi une proportion de résidences secondaires et logements occasionnels (3,9 %) supérieure à celle du département (2,4 %) mais inférieure  à celle de la France entière (9,7 %). Concernant le statut d'occupation de ces logements, 72,3 % des habitants de la commune sont propriétaires de leur logement (72,4 % en 2015), contre 61,4 % pour l'Oise et 57,5 pour la France entière.
| Typologie                                               | Jaulzy | Oise | France entière |
| ------------------------------------------------------- | ------ | ---- | -------------- |
| Résidences principales (en %)                           | 90     | 90,5 | 82,1           |
| Résidences secondaires et logements occasionnels (en %) | 3,9    | 2,4  | 9,7            |
| Logements vacants (en %)                                | 6      | 7,1  | 8,2            |

### Voies de communication et transports
La commune est desservie, en 2023, par les lignes 650, 651, 6302 et 6319 du réseau interurbain de l'Oise.

## Toponymie
Le nom de la localité est attesté sous les formes Jaziacum (1143) ; Jusiacum (1143) ; Jauzi (1162) ; Jausiacus (1172) ; in pratis de Gauzi (1185) ; Jausi (1185) ; de Jauziacho (vers 1200) ; Adea de Giausi (1250) ; de Jauziaco (1254) ; apud Jauziacum (1257) ; Jehans de Jauzy (1259) ; Jauzy (vers 1260) ; Adam de Sciauziaco (vers 1272) ; in pressorio de Gausi (1285) ; Jausy (1309) ; le bac de Jausi (1309) ; le ryvage de Jauzy (1309) ; rivagium Jauzi (1309) ; majorie de Zauzi (1309) ; de pedagio de jausi (1332) ; Jaulziacum (vers 1340) ; Oudart de Jausi (1366) ; Lambert de Jauzy (1410) ; Jaulsy (1598) ; Jaussy (XVIe) ; Jaulzi (XVIe) ; Zauzi (XVIe) ; Jaulzy (1840).
Le nom du village, « Jaulzy » provient du nom latin « Jaziacum » dont la lettre « i » au fil des années est devenue un « y ».

## Histoire

### Antiquité
Par l'origine de son nom latin, nous pouvons en déduire que les origines du village remontent aux conquêtes romaines de la Gaule, au Ve siècle av. J.-C.
Des sarcophages anciens ont d'ailleurs été découverts au lieu-dit La Croix-des-Ormeaux.

### Moyen Âge
En 486 ap. J.-C., avec les invasions barbares et la victoire de Clovis à Soissons, les Francs s'installent dans le village.
Selon Émile Coët, « Il y avait autrefois un péage sur [le chemin de Compiègne à Soissons] ; Philippe le Bel accorda 200 livres de rente aux religieux du Mont St-Pierre, à toucher sur ce droit féodal. Il y avait aussi un relais de poste aux chevaux : de Compiègne à Soissons, il n'y avait qu'un péage pour la rivière d'Aisne, il était perçu à Jaulzy, au profit des ducs de Valois.
Au mois de juin 1310, le roi donna à Gilles de Laon et à Oysile, sa femme, le péage de Jaulzy, estimé chaque année vingt livres parisis et quarante aissins d'avoine, à prendre sur plusieurs masures de Breuil, en dédommagement de certains lieux qu'ils possédaient au Moncel et à Pont-Sainte-Maxence, qu'ils avaient échangés àvéç le roi ».

### Temps modernes
Durant les Guerres de Religion, Jaulzy, comme les villages avoinants, subit des destructions, étant situés entre les places fortes de Soissons, aux mains des ligueurs, et Compiègne tenu parf les huguenots.
Le conseil du Roi décide en 1771 la suppression du péage alors perçu par le Duc d'Orléans, ce qui semble-t-il n'eut pas d'effet, les péages étant encore perçu en 1789,.

### Révolution française et Empire
Le château de l'Ortois, construit au XVIème siècle, a été détruit sous la Révolution française. Il n'existe plus aujourd'hui que des vestiges. (source: site web Monumentum.fr vestiges du château de l'Ortois)

### Époque contemporaine
La commune de Jaulzy, instituée par la Révolution française, a été rattachée à celle de Courtieux de 1827 à 1832.
Le village a été desservi par une gare de Jaulzy, sur la ligne de Rochy-Condé à Soissons, qui est mise en service en 1881 entre Clermont et Soissons, facilitant le déplacement des habitants et le transport des marchandises [site web m
Première Guerre mondiale
Le trafic ferroviaire est interrompu pendant la Première Guerre mondiale car la ligne est proche du front, mais reprend pour les besoins de l'armée en 1917, puis est restitué à l'exploitation civile après la guerre. Par contre, une voie ferrée de campagne, à voie étroite, est établie le long de l'Aisne. Cette ligne a été maintenue en service pour les besoins civils et était encore en service fin 1919.
Le 2 septembre 1918 Ma Yi Pao, alors le seul soldat chinois engagé dans la Légion étrangère, meurt à 24 ans à Jaulzy. Il repose dans la nécropole nationale de Vic-sur-Aisne
Le village subit des destructions pendant la Guerre, notamment sur la RN 31 et a  été décoré de la Croix de guerre 1914-1918, le 21 février 1921.
Seconde Guerre mondiale
Le trafic ferroviaire cesse pour le transport des voyageurs en 1940 en raison de la baisse du trafic pendant l'entre deux guerres favorisé par le développement des transports routiers puis de la pénurie de carburant pour les autorails à partir du début de la Seconde Gierre mondiale. Quelques circulations de trains desservant la gare ont lieu à partir de 1942, et cessent à la Libération de la France.

## Politique et administration

### Rattachements administratifs et électoraux
Rattachements administratifs
La commune se trouve dans l'arrondissement de Compiègne du département de l'Oise.
Elle faisait partie depuis 1801 du canton d'Attichy. Dans le cadre du redécoupage cantonal de 2014 en France, cette organisation territoriale administrative a disparu, le canton n'est plus qu'une circonscription électorale.
Rattachements électoraux
Pour les élections départementales, la commune fait partie depuis 2014 du canton de Compiègne-1
Pour les élections législatives, elle fait partie  de la cinquième circonscription de l'Oise.

### Intercommunalité
Jaulzy est membre de la communauté de communes des Lisières de l'Oise, un établissement public de coopération intercommunale (EPCI) à fiscalité propre créé fin 1999 sous le nom de communauté de communes du Canton d'Attichy et qui succédait à un SIVOM créé en 1964 et qui regroupait déjà les communes de l'ancien canton d'Attichy.

### Liste des maires
| Période                                  | Période                   | Identité          | Étiquette   | Qualité                         |
| ---------------------------------------- | ------------------------- | ----------------- | ----------- | ------------------------------- |
| Les données manquantes sont à compléter. |                           |                   |             |                                 |
|                                          |                           |                   |             |                                 |
| avant 1840                               |                           | M. Baraquin       |             | Jardinier                       |
| 1888                                     |                           | Hyppolite Lefèvre | Républicain | Election annulée fin 1888       |
|                                          |                           |                   |             |                                 |
| 1974                                     | 1999                      | Jacques Cance     | UDF         | Avocat, commissaire aux comptes |
|                                          |                           |                   |             |                                 |
| mars 2001                                | mai 2020                  | Daniel Terrade    |             | Agriculteur retraité            |
| mai 2020                                 | En cours (au 6 juin 2023) | Yves Loubes       |             | Cadre retraité                  |

## Population et société

### Démographie

#### Évolution démographique
L'évolution du nombre d'habitants est connue à travers les recensements de la population effectués dans la commune depuis 1793. Pour les communes de moins de 10 000 habitants, une enquête de recensement portant sur toute la population est réalisée tous les cinq ans, les populations de référence des années intermédiaires étant quant à elles estimées par interpolation ou extrapolation. Pour la commune, le premier recensement exhaustif entrant dans le cadre du nouveau dispositif a été réalisé en 2004.

En 2022, la commune comptait 858 habitants, en évolution de −6,33 % par rapport à 2016 (Oise : +0,87 %, France hors Mayotte : +2,11 %).
| 1793 | 1800 | 1806 | 1821 | 1831 | 1836 | 1841 | 1846 | 1851 |
| ---- | ---- | ---- | ---- | ---- | ---- | ---- | ---- | ---- |
| 272  | 309  | 335  | 386  | 580  | 420  | 403  | 429  | 438  |

| 1856 | 1861 | 1866 | 1872 | 1876 | 1881 | 1886 | 1891 | 1896 |
| ---- | ---- | ---- | ---- | ---- | ---- | ---- | ---- | ---- |
| 417  | 391  | 336  | 367  | 324  | 355  | 346  | 367  | 364  |

| 1901 | 1906 | 1911 | 1921 | 1926 | 1931 | 1936 | 1946 | 1954 |
| ---- | ---- | ---- | ---- | ---- | ---- | ---- | ---- | ---- |
| 353  | 379  | 389  | 375  | 413  | 454  | 429  | 453  | 483  |

| 1962 | 1968 | 1975 | 1982 | 1990 | 1999 | 2004 | 2006 | 2009 |
| ---- | ---- | ---- | ---- | ---- | ---- | ---- | ---- | ---- |
| 516  | 537  | 491  | 539  | 732  | 811  | 936  | 945  | 909  |

| 2014 | 2019 | 2022 | - | - | - | - | - | - |
| ---- | ---- | ---- | - | - | - | - | - | - |
| 913  | 877  | 858  | - | - | - | - | - | - |

#### Pyramide des âges
La population de la commune est relativement jeune.
En 2018, le taux de personnes d'un âge inférieur à 30 ans s'élève à 37,9 %, soit au-dessus de la moyenne départementale (37,3 %). À l'inverse, le taux de personnes d'âge supérieur à 60 ans est de 23,2 % la même année, alors qu'il est de 22,8 % au niveau départemental.
En 2018, la commune comptait 435 hommes pour 455 femmes, soit un taux de 51,12 % de femmes, légèrement supérieur au taux départemental (51,11 %).
Les pyramides des âges de la commune et du département s'établissent comme suit.
| Hommes | Classe d’âge | Femmes |
| ------ | ------------ | ------ |
| 0,2    | 90 ou +      | 0,7    |
| 3,7    | 75-89 ans    | 4,2    |
| 17,9   | 60-74 ans    | 19,6   |
| 22,4   | 45-59 ans    | 20,5   |
| 18,6   | 30-44 ans    | 16,3   |
| 15,9   | 15-29 ans    | 16,5   |
| 21,2   | 0-14 ans     | 22,1   |

| Hommes | Classe d’âge | Femmes |
| ------ | ------------ | ------ |
| 0,5    | 90 ou +      | 1,4    |
| 5,5    | 75-89 ans    | 7,6    |
| 15,6   | 60-74 ans    | 16,3   |
| 20,8   | 45-59 ans    | 20     |
| 19,4   | 30-44 ans    | 19,4   |
| 17,6   | 15-29 ans    | 16,2   |
| 20,6   | 0-14 ans     | 19,1   |

### Manifestations culturelles et festivités
La  communauté de communes des Lisières de l'Oise a organisé avec la municipalité un spectacle Son et lumières en juin 2019 sur le thème « La Révolution à Jaulzy », avec la participation de plus de 350 bénévoles,.

## Culture locale et patrimoine

### Lieux et monuments

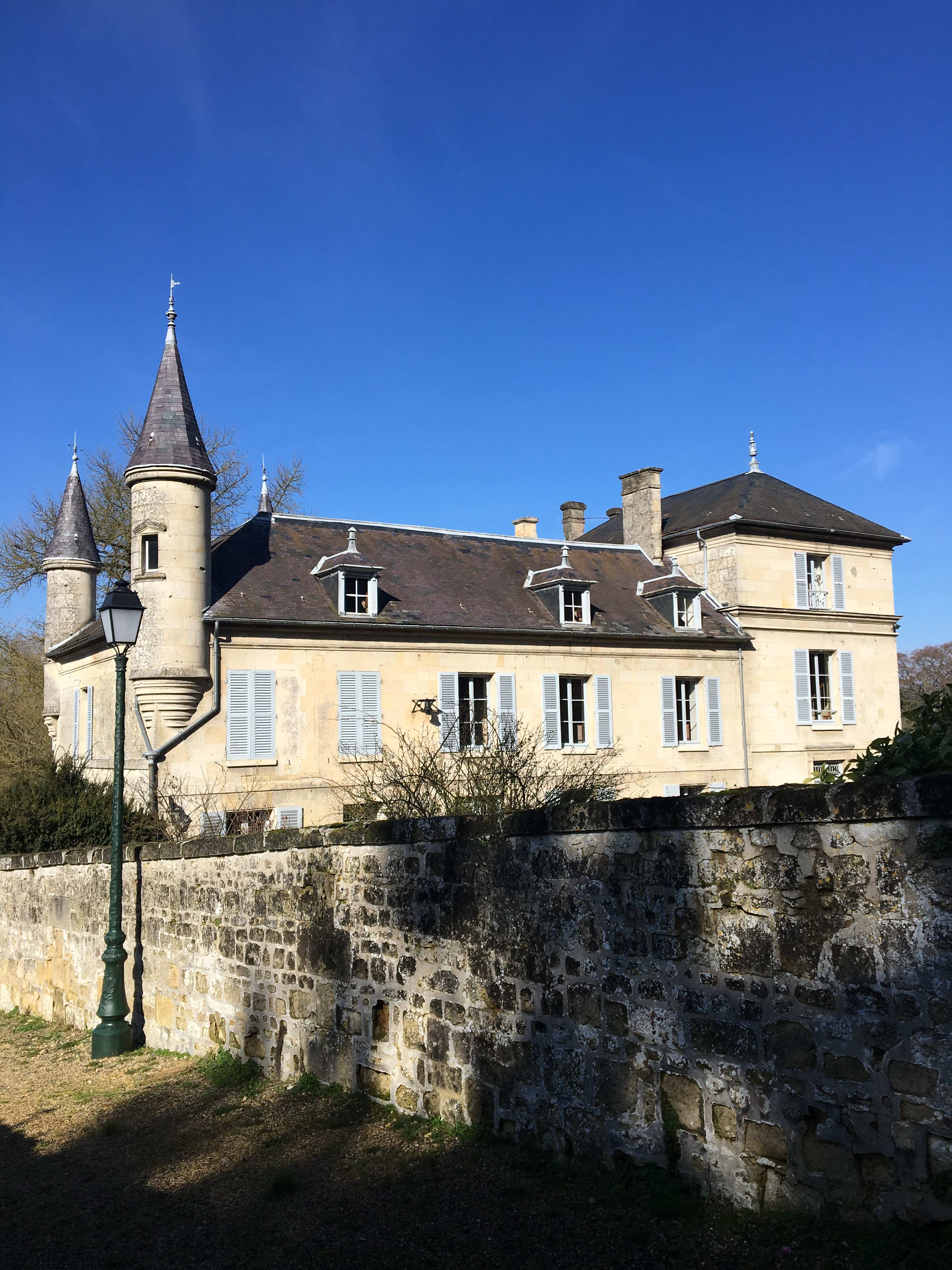
Le château de l'Ortois

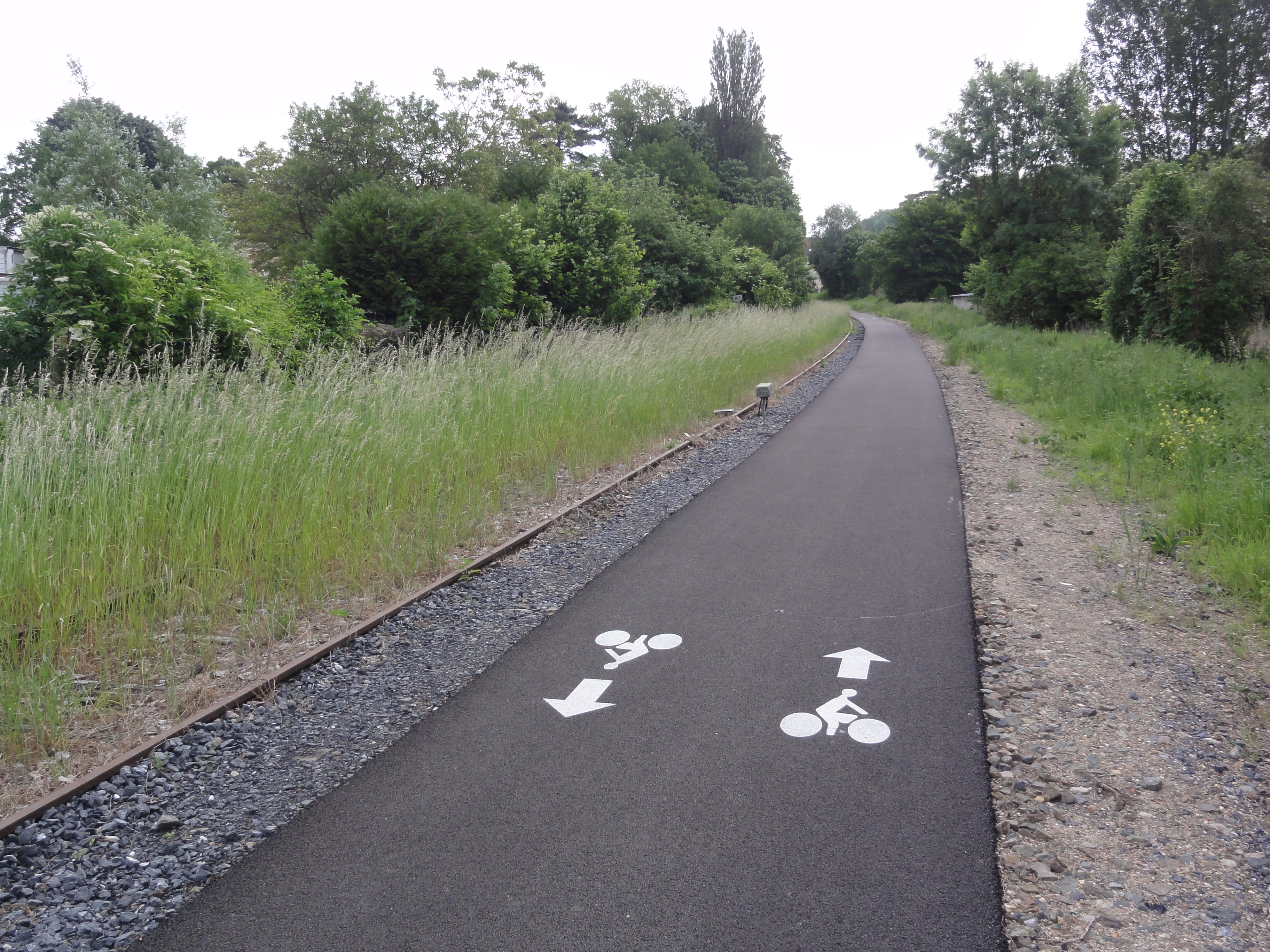
La piste cyclable sur la plate-forme de l'ancien chemin de fer.

Jaulzy possède une église, l'église Saint Martin, qui a été reconstruite durant la période de la Renaissance, en 1551. Cette reconstruction a eu lieu après l'installation de la cloche fondue en 1541. Le monument résulte majoritairement de cette reconstruction, cependant le bras nord du transept, qui était à l'origine une chapelle, peut-être attribué au milieu du XIIIe siècle. Des traces de peinture datant de la même époque sont encore visibles. Parmi le mobilier de l'église, il faut noter le grand retable du maître-autel, daté de 1775 et d'un lutrin du XVIIIe siècle.
Le chanoine Eugène Müller écrivait en 1904 « L'église de Jaulzy appartient au commencement du XIIIe siècle et au milieu du XVIe. « On remarque une croix fort ancienne dans le cimetière ». Le clocher renferme une cloche de Jacques, datée de 1541. Ce fondeur, auquel on doit aussi les cloches de Trumilly (1541) et de Pierrefonds (1374), employait, dit l'abbé Texier, « des ornements d'une très grande richesse. Les lettres sont grandes, saillantes, nettes, bien équarries et d'une forme très élégante ».
Des ruines d'un château sont visibles dans le village. Le château d'Ortois aurait été construit vers 1550 par les seigneurs de Blérancourt, les de Lanvin. Cette construction remplaçait surement des vestiges plus anciens, tel que le prouve l'existence de caves datant du XIVe siècle. Le monument est détruit sous la Révolution française, seul subsistent les tourelles d'angles du parc en forme de cloche, dans la rue des Tournelles. 
Un  remarquable  édicule, baptisé temple, se  trouve  au  centre.
À l'emplacement du château, rue  des  Tournelles, se trouve l'ancien relais de poste datant du débit du XIXe siècle et constitué d'un long logis, sans étage, à toiture à croupes.

### Personnalités liées à la commune
Abel Ferry, neveu de Jules Ferry, meurt à Jaulzy, sept jours en 1918 après avoir été blessé par un obus dans l'Aisne. Cet homme politique radical, député des Vosges, avait été un combattant acharné, membre du gouvernement en même temps que soldat au front.

### Emblème
| Emblème de Jaulzy | L'emblème de Jaulzy, bien qu'en forme d'écu, est trop éloigné des règles héraldiques pour être envisagé comme un blason. L'emblème du village date de 1987. Il a été créé par Daniel Terrade, devenu maire à son tour en 2001 à la demande du maire de cette période, Jacques Cance. Plusieurs symboles y sont représentés : - Une malle-poste est représentée en son centre, faisant référence au relais de poste du village, situé sur la route de Compiègne à Soissons ; - La fibule en forme d'oiseau évoque l'installation des Francs dans le village après la victoire de Clovis en 486 ; - Le V est l'initiale du lieu-dit Le Vallot, où la municipalité a achevé en 1984 la construction du centre du village ; - Les trois tours qui surplombent le blason évoquent la Renaissance, où l'église a été reconstruite en 1551 et les deux tourelles de l'ancien château de l'Ortois ; - sous ces trois tours se trouve le mot JAZIACUM, qui est l'ancien nom de la localité, et dont la partie finale IACUM s'est progressivement transformé en « Y ». |

## Pour approfondir